# Національний ботанічний сад Грандво Барбоза
Національний ботанічний сад Грандво Барбоза — єдиний ботанічний сад у Кабо-Верде. Сад розташовується в Сан-Хорхе, у середній частині острова Сантьягу. Його колекція орієнтована на ендемічні та місцеві рослини Кабо-Верде. Ботанічний сад має міжнародний код PRAIA.
Сад був заснований 1986 року і названий на честь франко-португальського ботаніка Луїса Аугусто Грандво Барбоза (1914-1983). Він розташований на висоті 400 метрів над рівнем моря і займає 20 000 м². Сад є частиною Школи сільськогосподарських і екологічних наук Університету Кабо-Верде.
Ендемічні та місцеві рослини в саду включають Phoenix atlantica, Euphorbia tuckeyana, Echium hypertropicum, Echium stenosiphon, Artemisia gorgonum, Micromeria forbesii, Aeonium gorgoneum та Campanula jacobaea.

## Галерея

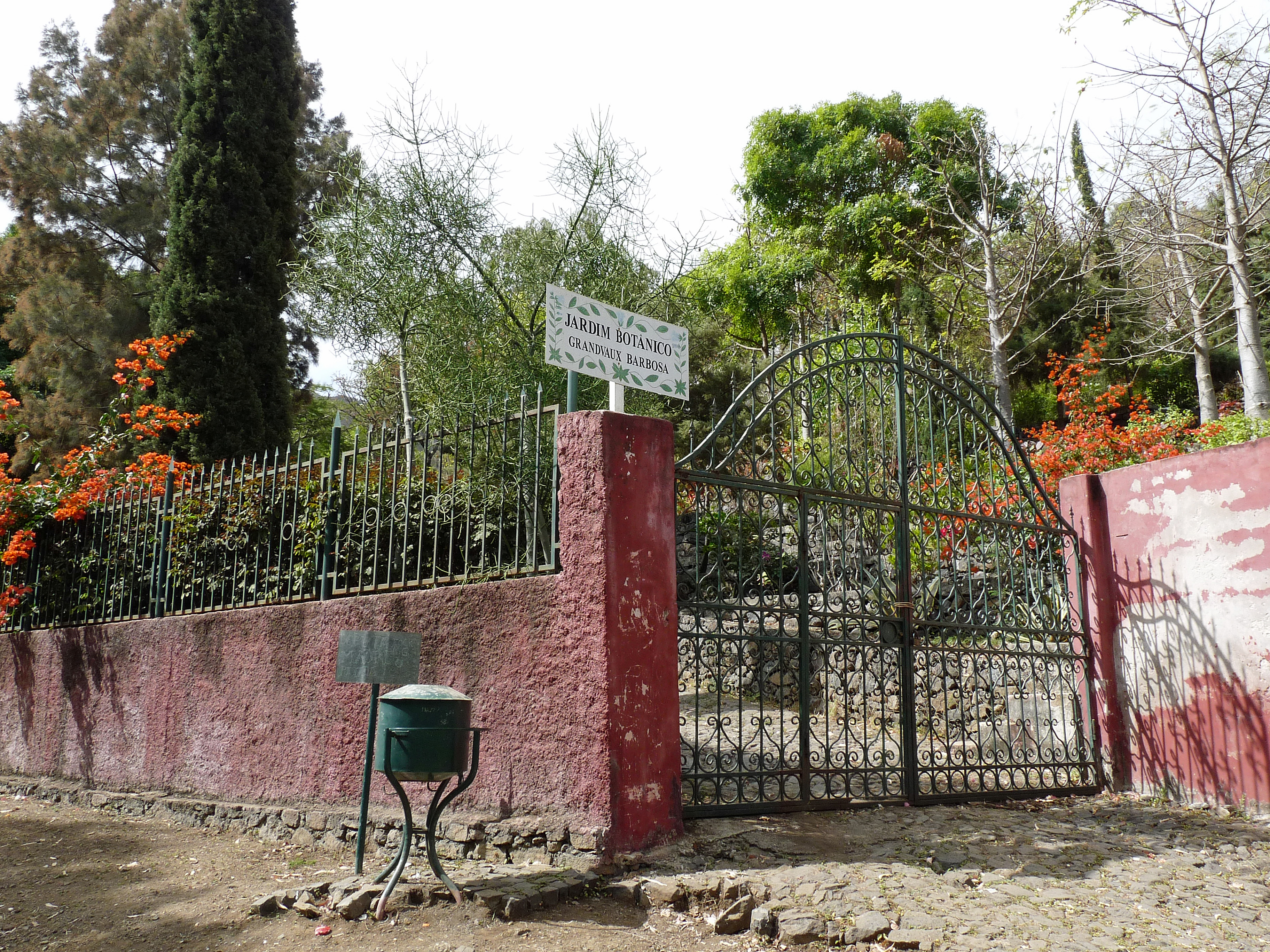
Вхід до ботанічного саду
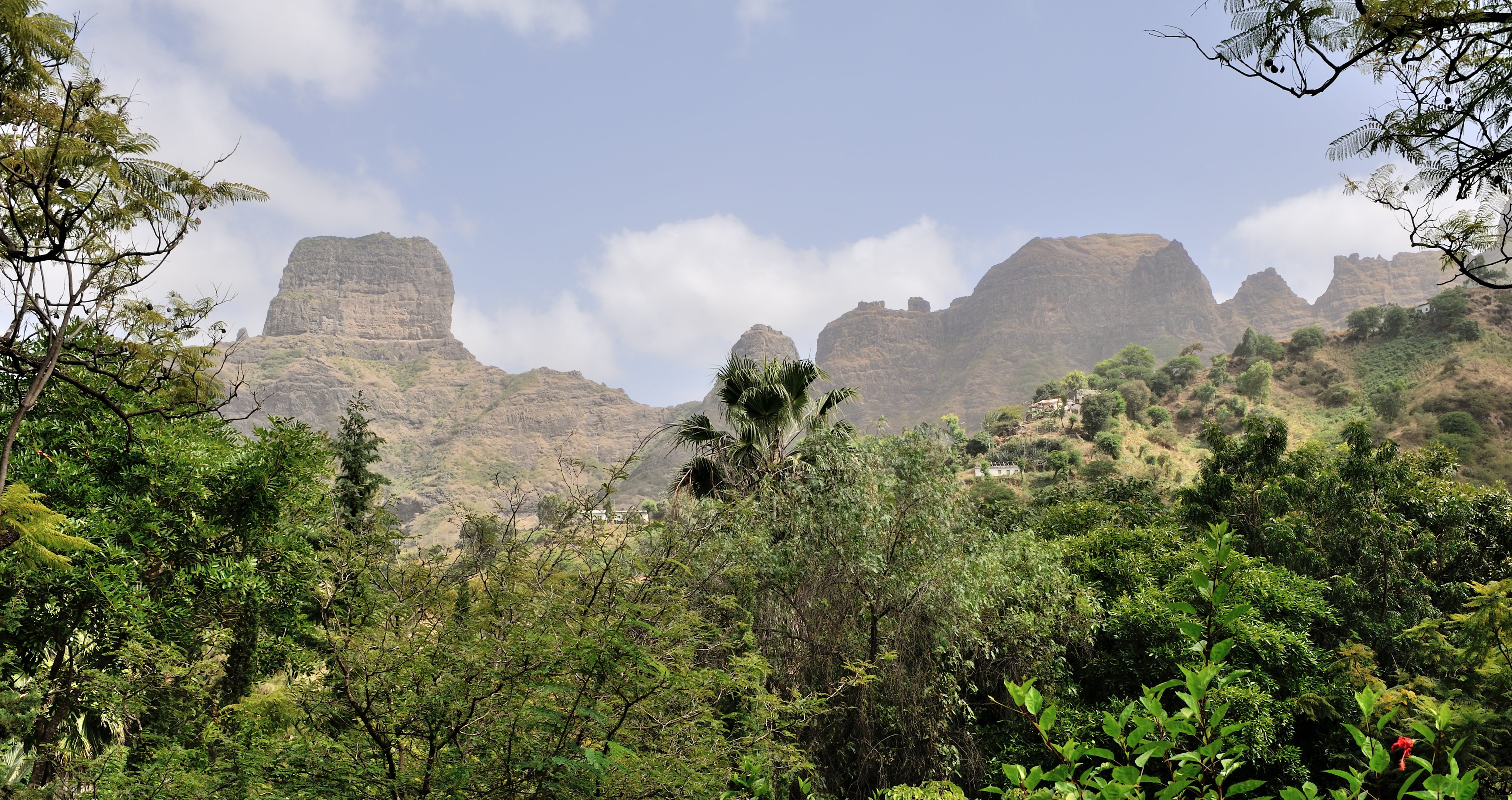
Вид на гори з ботанічного саду
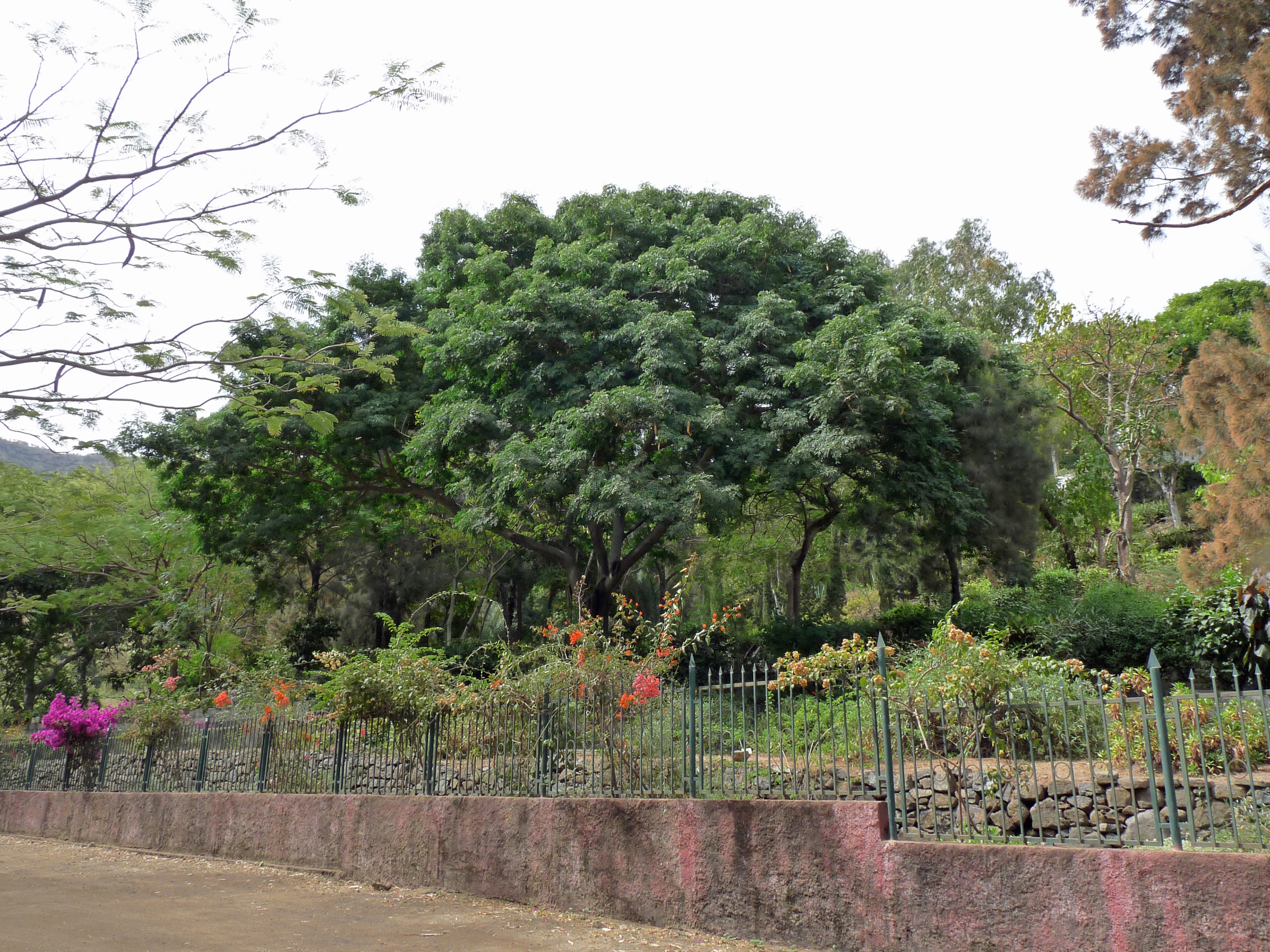